# Требње
Требње (словен. Trebnje) је градић и управно средиште истоимене општине, која припада Југоисточнословеначкој регији у Републици Словенији.
По попису становништва из 2011. насеље, Требње имало је 3.477 становника.